# Andiran
Andiran település Franciaországban, Lot-et-Garonne megyében. Lakosainak száma 258 fő (2022. január 1.). Andiran Nérac, Fréchou, Mézin és Réaup-Lisse községekkel határos.

## Népesség
A település népességének változása:
| Lakosok száma | 289  | 233  | 219  | 238  | 217  | 218  | 222  | 229  | 240  | 258  |
|               | 1968 | 1982 | 1990 | 2006 | 2013 | 2015 | 2017 | 2019 | 2020 | 2022 |